# Головотрубка
Головотрýбка — витягнута передня частина голови жуків з надродини Довгоносикоподібні (Curculionoidea).

## Назва

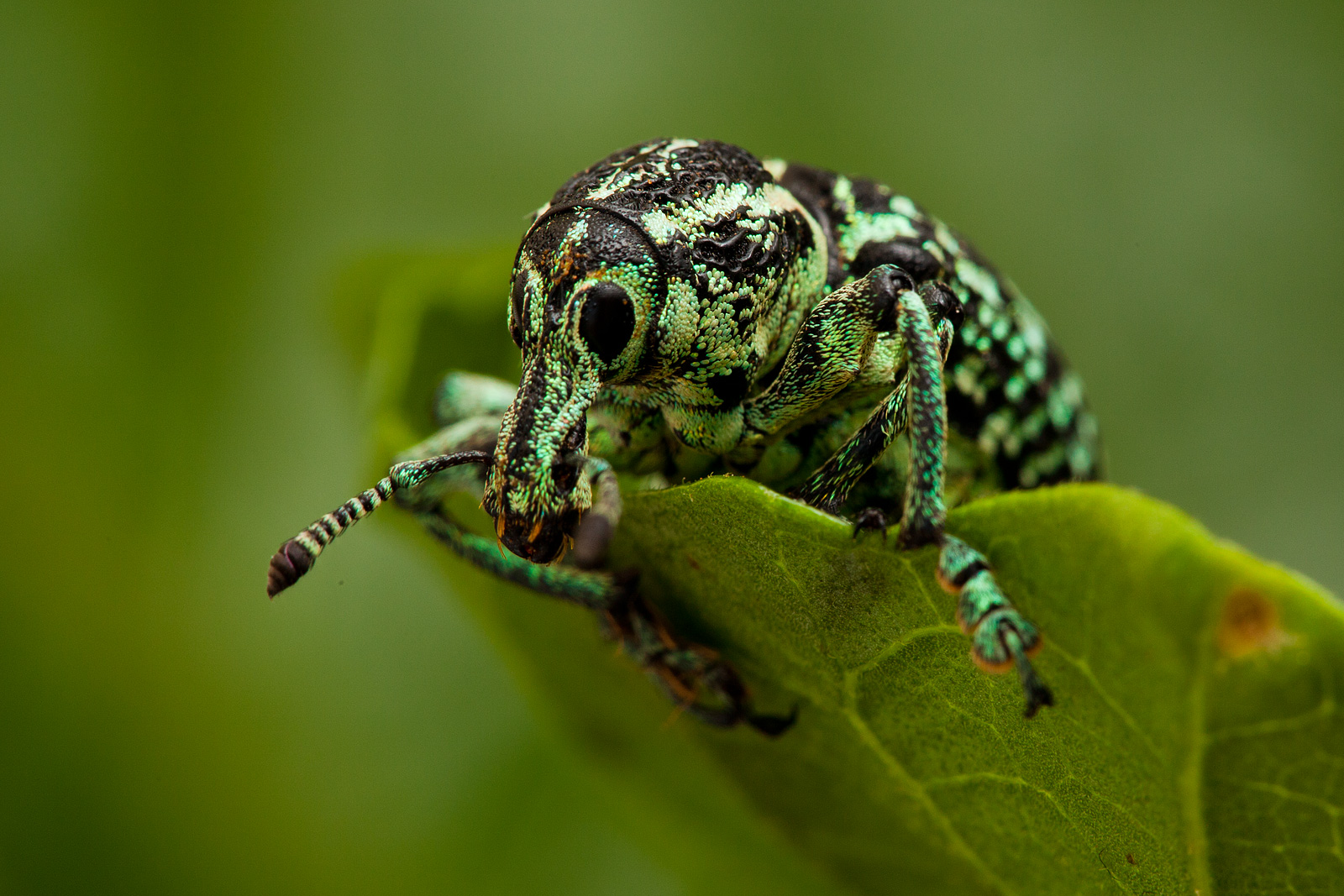
У довгоносика Chrysolopus spectabilis (Fabricius, 1775) головотрубка не дуже довга, але помітна. До речі, цей жук став першою австралійською комахою, яку описав вчений-ентомолог. Автор опису знайшов його у колекції з п'яти комах, зібраних під час першої подорожі Джеймса Кука

Головотрубка як ентомологічний термін уживаний в українській, російській, білоруській («галаватрубка») мовах. Аналоги, якими користуються західні фахівці, мають ширші значення. Зокрема, в англійській це snout (рило, витягнута частина голови не лише довгоносиків, а й ссавців), або rostrum (видовжена частина голови довгоносиків, риб (марлін), дельфінів та гострий виріст головогрудного щита ракоподібних). Німці позначають головотрубку як Rüssel (хобот, рило), у польській це ryjek (те, чим риють, тобто те ж саме рило), французькій — museau (ніс), чеській — nos, у фінській — kärsä (морда) тощо. Італійське rostro позначає хоботки не лише жуків, а й попелиць, клопів, комарів.

## Будова
Головотрубка є видовженням головної капсули. Аби уникнути розбіжностей у описах та вимірах, ентомологи домовились вважати головотрубкою ту частину голови, що лежить від переднього краю очей до її вершини. По боках головотрубка має пару антен, а на вершині — гризучий ротовий апарат. Цим вона відрізняється від хоботка інших комах, який призначений для добування і поглинання рідкої їжі (метелики, попелиці, блохи, воші, клопи).
Звичайно, у довжину головотрубка щонайменше така сама, як інша частина головної капсули або передньоспинка. Щоправда, у більшості Anthribidae та частини Curculionidae(Наприклад, у Entiminae, Cossoninae та Scolytinae вона помітно коротша або навіть зовсім не виражена.
Найдовшу за відносною довжиною головотрубку мають самки жуків Antliarhinus zamiae з родини довготілів (Brentidae). Вона досягає довжини 20 мм — вдвічі більше, ніж довжина тіла цих комах.

## Функції
Вважають, що саме головотрубка стала тією ключовою адаптацією, яка забезпечила сучасне процвітання надродини Curculionoidea. Решта жуків використовує ротові органи тільки для живлення. Поява головотрубки додала цим органам нову функцію — участь у розмноженні.
Головотрубка дає змогу вигризати досить глибокий отвір у поживному субстраті, куди й відкладаються яйця. Власне, головотрубка стає заміною довгого яйцеклада, який мають, наприклад, Їздці, але якого позбавлені жуки. Користуючись головотрубкою, самка після відкладання яйця ще й певним чином «зашпаровуює» отвір.. Самка довгоносиків-трубкокрутів за допомогою головотрубки згортає надрізаний листок «пакуночком», всередину якого відкладає яйце.
Таким чином, вразлива стадія розвитку — яйце — виявляється більш захищеним від ворогів та інших несприятливих факторів середовища (дощі, коливання температури тощо). До того ж, личинка, що вилуплюється, відразу опиняється в оточенні доступної їжі. Отже, розвиток головотрубки дав змогу довгоносикоподібним займати нові екологічні ніші, широко розселятися поверхнею суходолу і утворювати нові й нові таксони. Невипадково довгоносики стали найбільшою з родин тваринного світу (понад 60 000 видів).

## Галерея

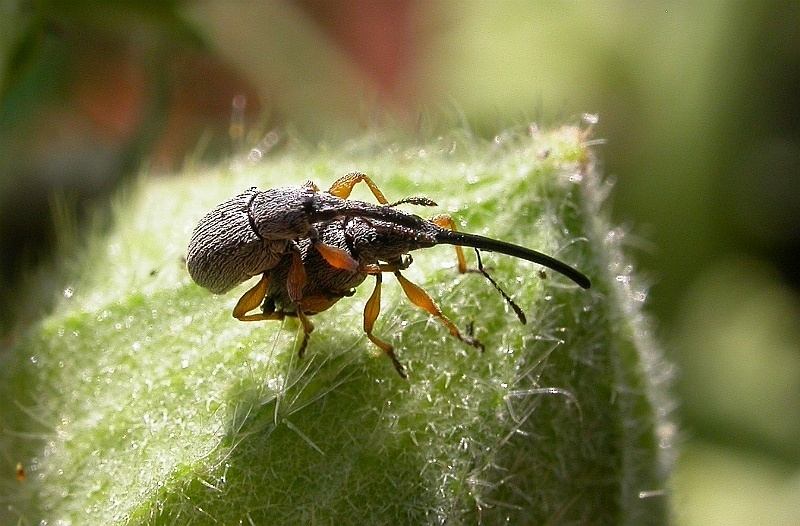
Довгоносик Rhopalapion longirostre (Olivier, 1807). Розміри головотрубки стали у довгоносикоподібних вторинною статевою ознакою: у самиць головотрубка довша, ніж у самців
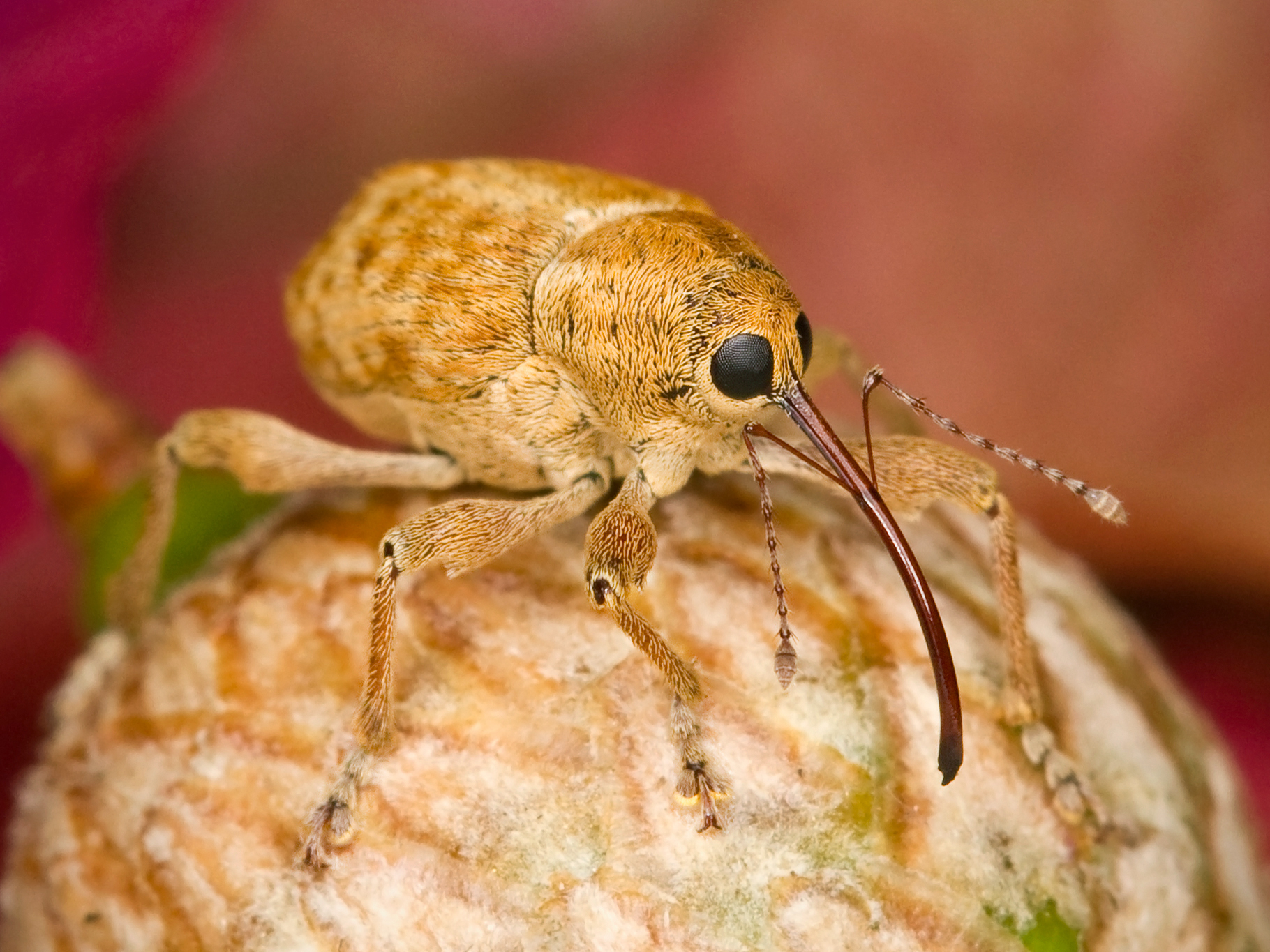
Мабуть, найдовшу головотрубку мають довгоносики з роду Curculio. Це дає змогу їм відкладати яйця всередину горіхів та жолудів. На фото: довгоносик  Curculio occidentis Linnaeus, 1758
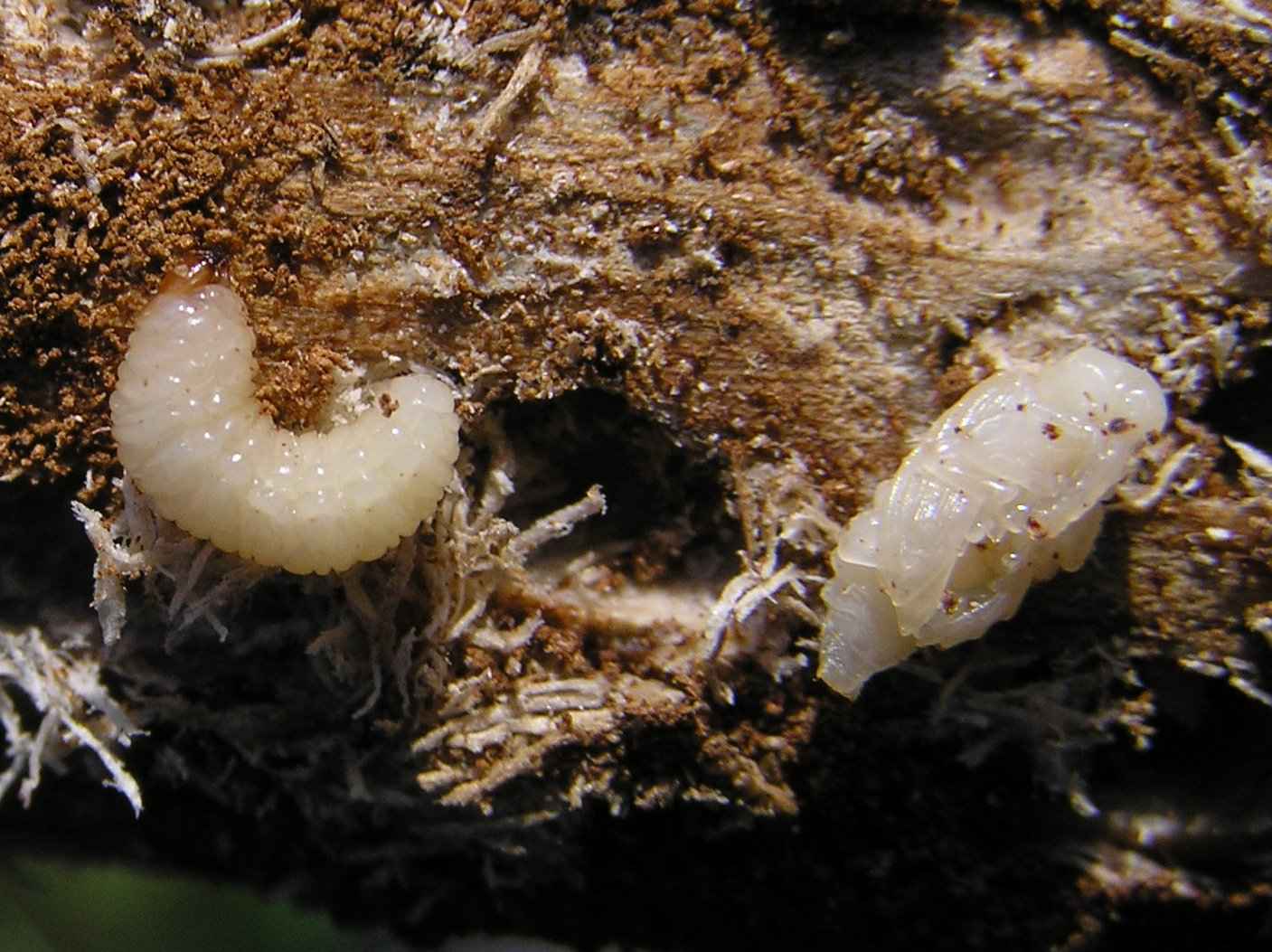
. У личинок довгоносиків голова звичайна, невидовжена. Головотрубка з'являється лише при утворенні лялечки. На фото: мешканці трухлявої деревини -  личинка (ліворуч) та лялечка довгоносика Pissodes notatus (De Geer 1775)